# 新地町
新地町（日语：／ Shinchi machi */?）是位於日本福島縣最東北端的町，隸屬於相馬郡。東邊面向太平洋，西部則為阿武隈高地的山岳。新地町在江戶時代為仙台藩的領地。而當地在日常消費活動上相當依賴南邊的相馬市。

## 地理

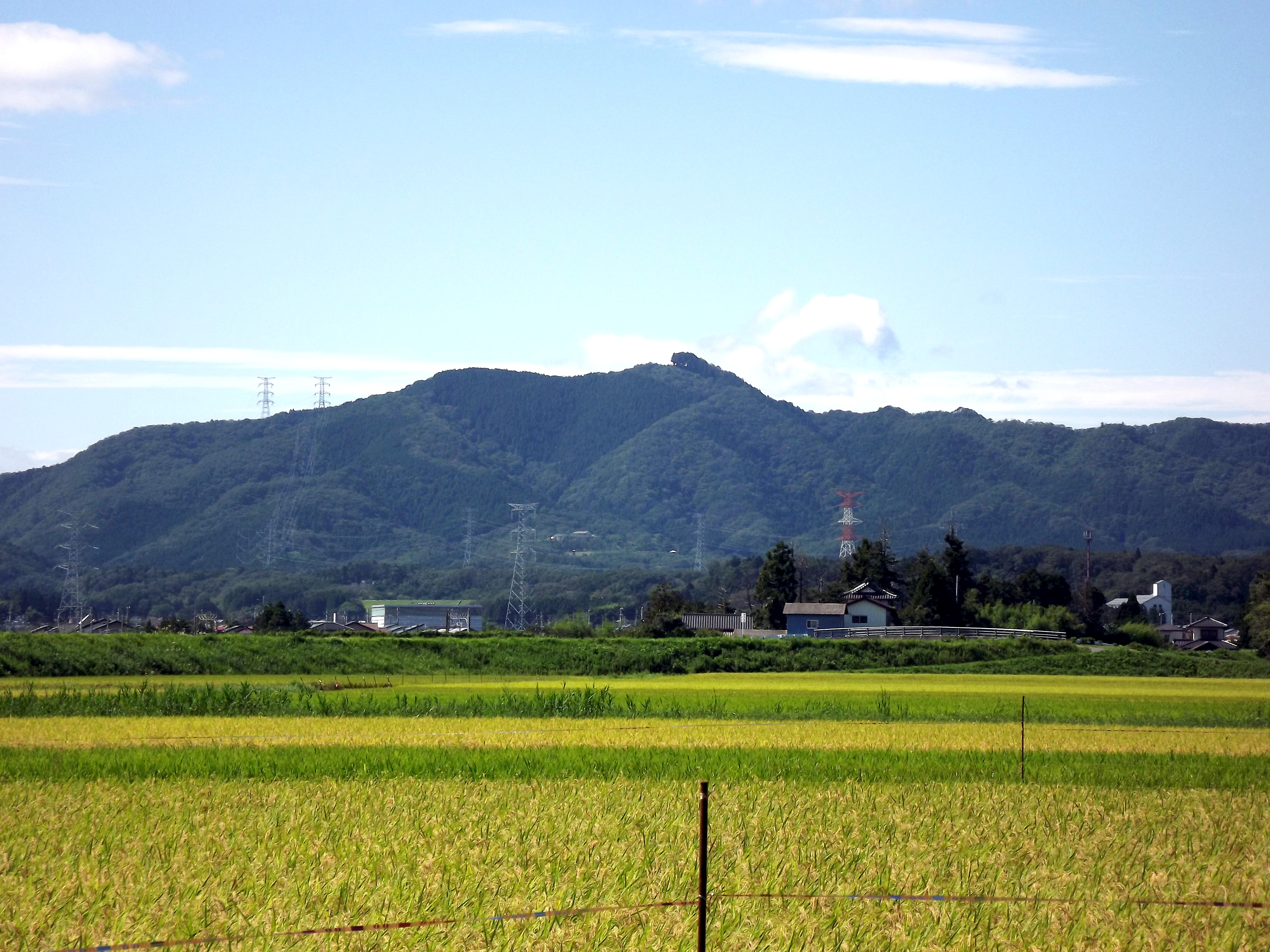
鹿狼山

新地町境內約35.7%的土地被森林與原野覆蓋，26.1%的土地為農業用地。轄區東邊面向太平洋，西部則坐落著鹿狼山、五社壇、地藏森等阿武隈高地的山岳。發源於上述山岳的立田川、砂子田川、三瀧川等河由西往東流經町內，並在東邊注入太平洋。而新地町的東南端坐落著被指定為重要港口的相馬港。

### 氣候
新地町屬於海洋性氣候，夏季涼爽且冬季較溫暖。而當地的年均溫則約13.4℃。

## 歷史
新地町自舊石器時代便有人類居住，境內也曾發掘出繩紋時代的新地貝塚和三貫地貝塚等遺跡。由於當地的海岸蘊藏豐富的鐵砂，因此在古墳時代時相當盛行煉鐵，町內也保留著武井製鐵遺跡群、北原製鐵遺跡群等大規模的遺跡群。而今泉地區與藤崎地區也出土過江戶時代的鹽田遺跡。
戰國時代，當地為伊達氏與相馬氏的爭奪之地。永祿年間（1558年至1570年），相馬盛胤在當地興建新地城與駒嶺城，作為對抗伊達氏的前線基地。天正17（1589年），伊達政宗為阻止相馬義胤向田村郡出兵而入侵相馬氏的領地，並攻下新地城與駒嶺城。此後當地成為伊達氏的領地，並由仙台藩統治至明治維新時期。
明治5年（1872年）5月，福島縣內的第一所學校「觀海堂」在太政官頒布學制前於新地開校。明治9年（1876年）8月21日，右大臣岩倉具視決議將原屬於宮城縣宇多郡的新地改為隸屬福島縣。明治22年（1889年），日本實施町村制，並在境內設置福田村、駒嶺村與新地村。昭和29年（1954年），新地村與福田村和駒嶺村進行合併。昭和46年（1971年），新地村改制成現今的新地町。

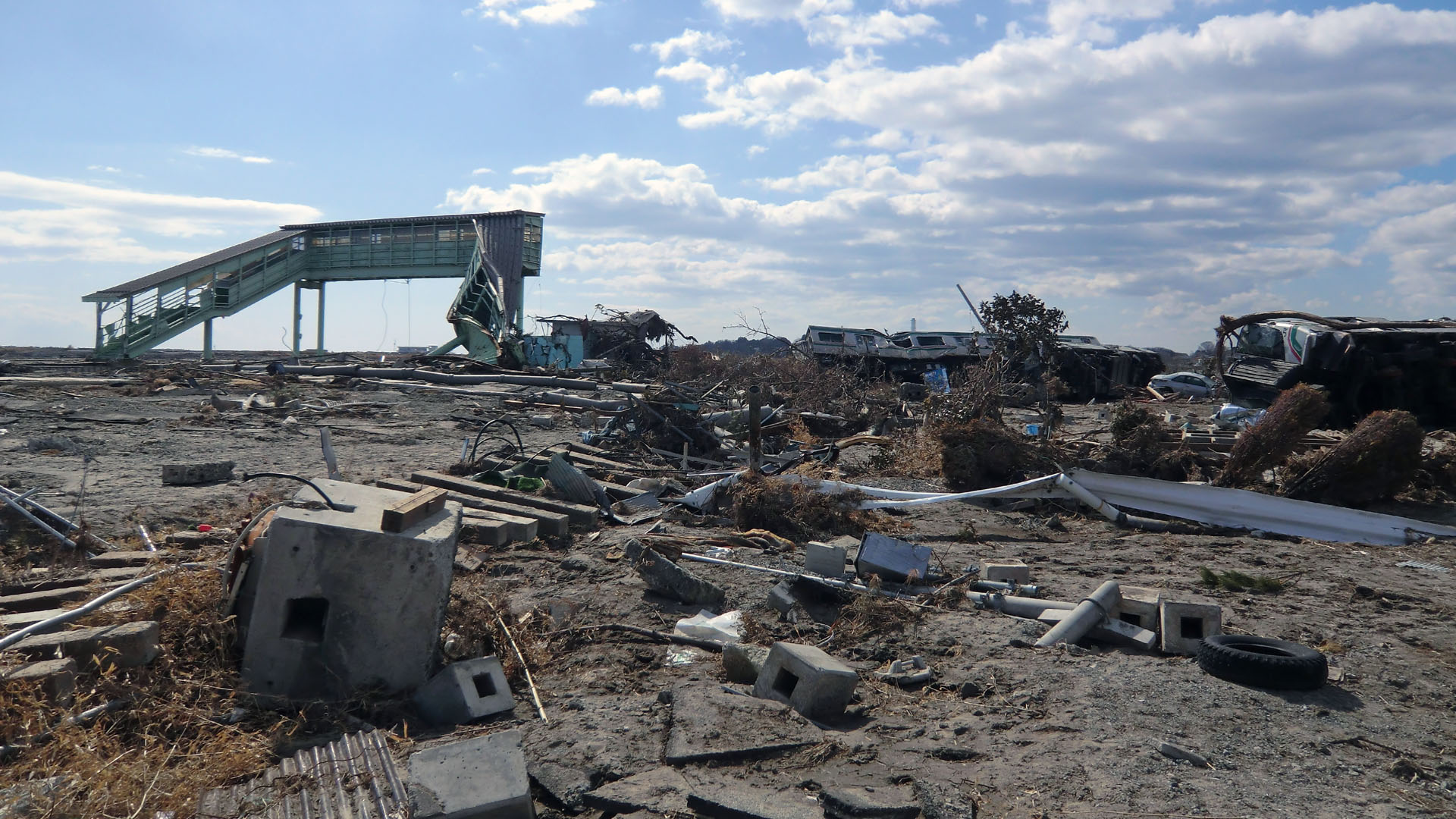
東日本大震災後的新地車站

2011年3月11日的東北地方太平洋近海地震在新地町引發震度6強的地震。隨後地震引發的海嘯淹沒當地約五分之一的總面積，並造成119人死亡、474戶住宅全毀與45戶住宅嚴重毀損。當時相馬港遭到9.3公尺以上的海嘯侵襲，位於町內的新地車站也在海嘯中遭到破壞。

## 行政
現任町長大堀武於2022年8月在選舉中成功連任，其任期將持續至2026年9月。

## 經濟

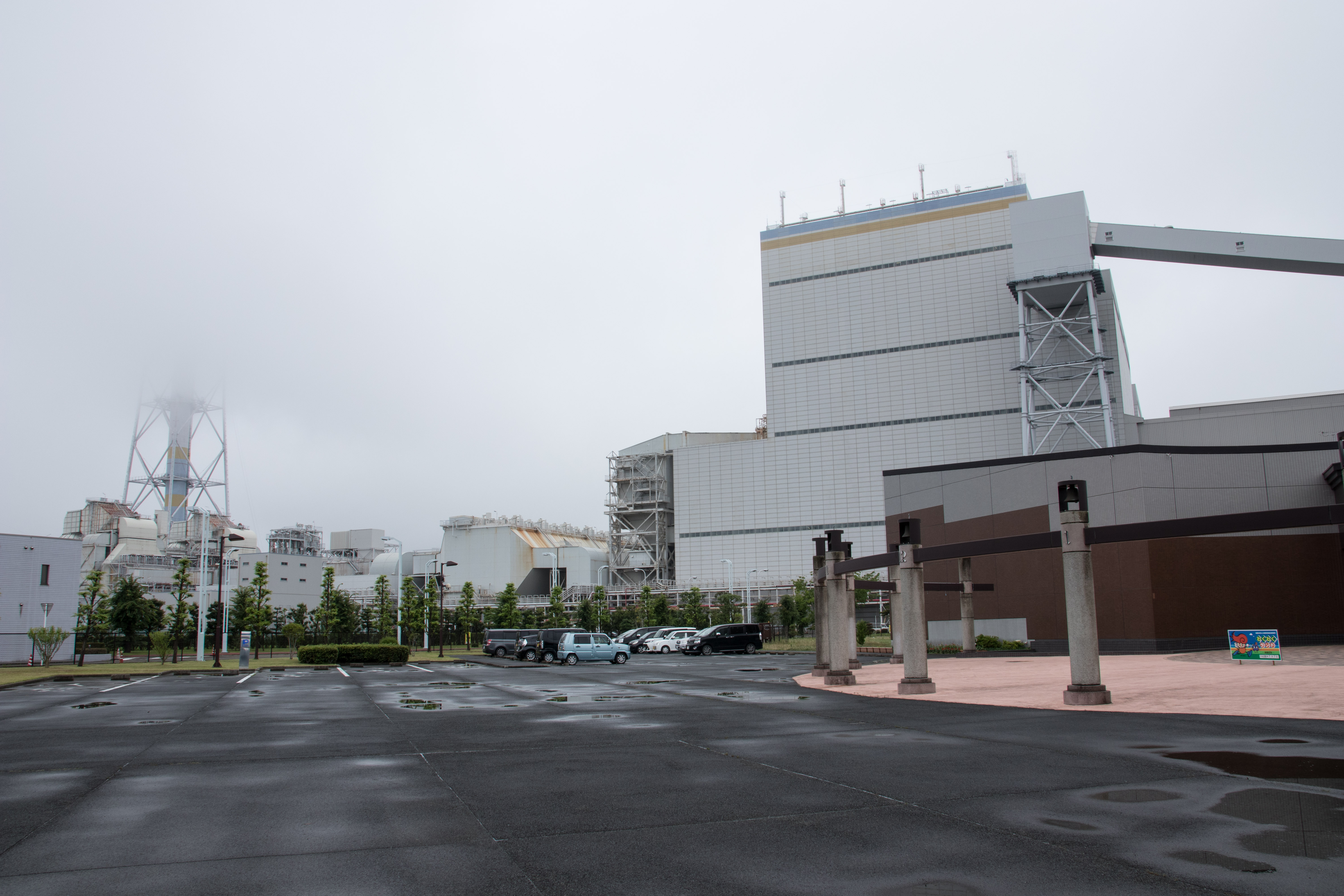
新地發電廠

根據日本2015年的國勢調查統計，新地町的就業人口中約10.8%從事第一級產業，36.3%的就業人口從事第二級產業，其餘的53%則從事第三級產業。當地的農業以生產稻米、蔬果與花卉等農產品為主，並致力於擴張大豆的生產。工業方面，新地町內設有多個工業園區與發電廠，其中相馬中核工業園區、福島天然氣發電廠和新地發電廠皆坐落在被指定為重要港口的相馬港內。而根據統計，2017年當地的製造品出貨額為133.8億日圓。

## 教育
新地町內共有3所小學校與1所中學校。根據2019年的統計，當地共有415名小學生與233名中學生。

## 交通

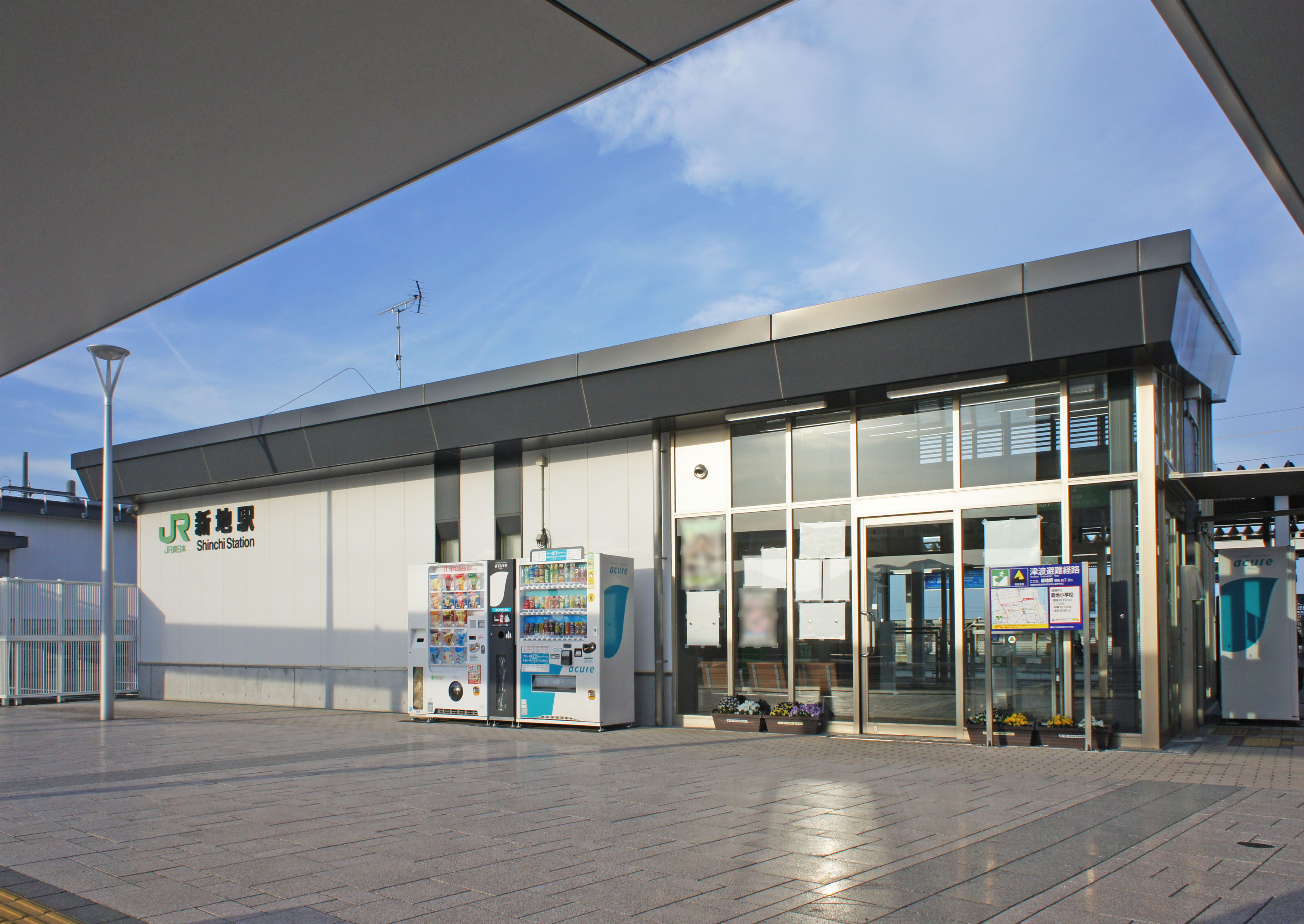
新地車站

常磐自動車道與國道6號以南北向分別穿越新地町的西部與東部地區。鐵路方面，JR東日本的常磐線通過新地町東部的沿海地區，並在町內設置新地站與駒嶺站。但新地站在2011年3月的東北地方太平洋近海地震中遭到海嘯沖毀，而常磐線濱吉田站至相馬站間的鐵軌也遭到海嘯的破壞。震災過後，JR東日本改以代行巴士在該路段行駛，同時將濱吉田站至相馬站間的鐵軌移往內陸進行重建，並於2016年12月10日恢復通車。而同樣移往內陸重建的新地站的新站房也在同一天舉行完工典禮。

## 姊妹城市
新地町與以下日本行政區為姊妹城市:
| 市町村 | 都道府縣 | 締結日期  |
| ------ | -------- | --------- |
| 伊達市 | 北海道   | 1982年7月 |